# حورية بوثلجة
حورية بوتلجة بالفرنسية:  Houria Bouteldja ولدت بالجزائر في 1974 وهي الناطقة الرسمية لحركة Indigènes de la République بالعربية: أهالي الجمهورية  بفرنسا .

## كتاباتها
La Révolution en 2010 ? Les vrais enjeux de 2007, Descartes et Cie, 2007